# Municipio de Bryant (Arkansas)
El municipio de Bryant (en inglés: Bryant Township) es un municipio ubicado en el condado de Saline en el estado estadounidense de Arkansas. En el año 2010 tenía una población de 11 878 habitantes y una densidad poblacional de 258,52 personas por km².

## Geografía
El municipio de Bryant se encuentra ubicado en las coordenadas 34°35′50″N 92°29′14″O / 34.59722, -92.48722. Según la Oficina del Censo de los Estados Unidos, el municipio tiene una superficie total de 45.95 km², de la cual 45,72 km² corresponden a tierra firme y (0,5 %) 0,23 km² es agua.

## Demografía
Según el censo de 2010, había 11 878 personas residiendo en el municipio de Bryant. La densidad de población era de 258,52 hab./km². De los 11 878 habitantes, el municipio de Bryant estaba compuesto por el 85,18 % blancos, el 8,62 % eran afroamericanos, el 0,45 % eran amerindios, el 1,72 % eran asiáticos, el 2,21 % eran de otras razas y el 1,82 % eran de una mezcla de razas. Del total de la población el 4,4 % eran hispanos o latinos de cualquier raza.